# Berylmys manipulus
Berylmys manipulus is een knaagdier uit het geslacht Berylmys dat voorkomt in Noordoost-India, Noord- en Midden-Myanmar en West-Yunnan (Zuid-China).
Deze soort lijkt het meest op Berylmys berdmorei, maar B. manipulus is kleiner en de voortanden steken minder naar voren. Ook is de staart langer en is er een witte staartpunt. De kop-romplengte bedraagt 135 tot 185 mm, de staartlengte 140 tot 187 mm, de achtervoetlengte 33 tot 40 mm, de oorlengte 23 tot 25 mm en de schedellengte 36,2 tot 41,5 mm.
Hoewel er een ondersoort beschreven is, Rattus manipulus kekrimus Roomwal, 1948, is er voor zover bekend geen enkele geografische variatie in deze soort; deze ondersoort wordt dan ook niet erkend.
Berylmys berdmorei · Berylmys bowersi · Berylmys mackenziei · Berylmys manipulus